# Fudzsii Tecuja
Fudzsii Tecuja (Japán, 1960 –) japán amatőrcsillagász, a kisbolygók termékeny felfedezője.
1988 és 1992 között összesen 22 számozott kisbolygót fedezett fel a Minor Planet Center szerint. Munkáját a Hokkaidó-sziget keleti részén lévő Kitami-Abasiri Regionális Kulturális Központban található Kitami Obszervatóriumban végezte, ahol több amatőrcsillagász aktív programot folytatott kisbolygók és üstökösök asztrometriai megfigyelésére. Tecuja az igazgatója a Kitami Csillagászati Klubnak, emellett dolgozott NHK rádióközvetítő irodában is.
Az Ueda Szeidzsi és Kaneda Hirosi által 1988-ban, elsőként megfigyelt 4343 Tetsuya objektumot az ő tiszteletére nevezték el.

## Felfedezett kisbolygói
Az összes kisbolygót Vatanabe Kazuróval együtt fedezte fel.
| 4645 Tentaikojo    | 1990. szeptember 16. |
| 4676 Uedaseiji     | 1990. szeptember 16. |
| 4714 Toyohiro      | 1989. szeptember 29. |
| 4718 Araki         | 1990. november 13.   |
| 4743 Kikuchi       | 1988. február 16.    |
| 4750 Mukai         | 1990. december 15.   |
| 4971 Hoshinohiroba | 1989. január 30.     |
| 4975 Dohmoto       | 1990. szeptember 16. |
| 5180 Ohno          | 1989. április 6.     |
| 5192 Yabuki        | 1991. február 4.     |
| 5357 Sekiguchi     | 1992. március 2.     |

| 5474 Gingasen         | 1988. december 3.    |
| 6246 Komurotoru       | 1990. november 13.   |
| 6381 Toyama           | 1988. február 21.    |
| 7418 Akasegawa        | 1991. március 11.    |
| 9602 Oya              | 1991. október 31.    |
| 9871 Jeon             | 1992. február 28.    |
| 16439 Yamehoshinokawa | 1989. január 30.     |
| 16449 Kigoyama        | 1989. szeptember 29. |
| 21015 Shigenari       | 1988. október 16.    |
| (29159) 1989 GB       | 1989. április 2.     |
| (37565) 1988 VL3      | 1988. november 3.    |

## Fordítás
Ez a szócikk részben vagy egészben  a   Tetsuya Fujii című angol Wikipédia-szócikk fordításán alapul.  Az eredeti cikk szerkesztőit annak laptörténete sorolja fel. Ez a jelzés csupán a megfogalmazás eredetét és a szerzői jogokat jelzi, nem szolgál a cikkben szereplő információk forrásmegjelöléseként.